# Balizas moleculares

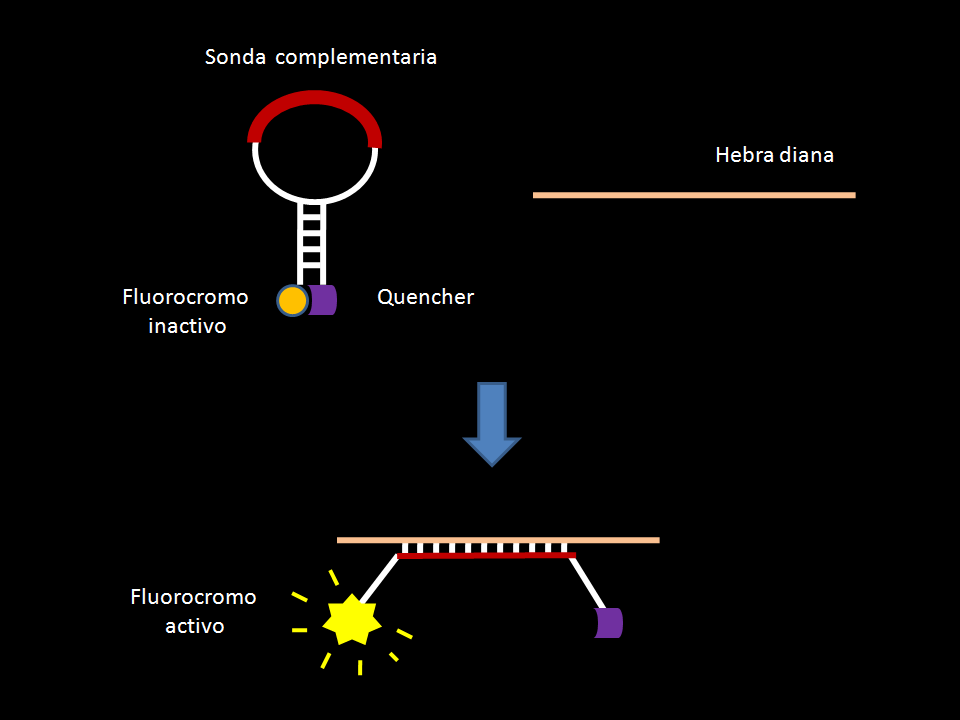
Esquema de la estructura de una baliza molecular. En su estado nativo con forma de horquilla (arriba) y formando un híbrido con la hebra diana, ADN o ARN (abajo). La señal sólo se produce cuando hibrida.

Las balizas moleculares (u oligobalizas) son sondas específicas con forma de horquilla que contienen en su extremo 5' un fluorocromo y en el 3' una molécula que inhibe la fluorescencia (quencher). La adopción de la estructura en horquilla es posible debido a que presentan de 5 a 7 pares de bases complementarias en sus extremos. Entre estos extremos hay una secuencia específica y complementaria a la diana que se quiere detectar. Cuando la secuencia diana no está presente, las balizas moleculares se encuentran en forma de horquilla, con sus extremos próximos impidiendo la emisión de la señal. En presencia de la diana, las balizas hibridan con esta y adoptan una disposición estirada, que aleja al quencher del fluorocromo permitiendo la fluorescencia de la molécula.
El fluorocromo causa la fluorescencia y la otra mitad actúa como interruptor de apagado de este fenómeno, mediante la aceptación de energía resonante transferida y posterior liberación en forma de calor. En concreto, se
pueden usar como quenchers el ácido fluoroforo 5-(2’aminoetil) aminonaptaleno-1-
sulfónico (EDANS) y el apagador ácido 4-(4’-dimetilaminofenilazo) benzoico (DABCYL).

## Síntesis
Las balizas moleculares son oligonucleótidos sintetizados artificialmente, cuya preparación se encuentra muy bien documentada. Además de los derivados de nucleótidos(sintéticos o no) se necesita un soporte sólido con un quencher cuya función es la protección del fluorocromo.
El primer uso documentado de estas balizas, síntesis y demostrada funcionalidad fue en 1996

## Mejora e innovación de la técnica
La importancia de esta técnica reside en su alta especificidad para unirse a las moléculas diana y el fundamento para la misma es que sólo se observará por fluorescencia la molécula cuando las dos mitades ( fluoróforo y el apagador) mencionadas anteriormente se encuentren lo suficientemente separadas una de la otra. De esta forma, la hibridación de sólo una parte de los nucleótidos, y no de todos, no permitirá la consecución de la
conformación que permite la fluorescencia. Así, sólo cuando haya una complementación total o casi total de todas las bases nitrogenadas, entre la sonda y la molécula diana, se podrán visualizar; y por tanto, identificar y aislar los resultados.
Sin embargo, tras 20 años de la presencia de este mecanismo, se han desarrollado algunas mejoras en la misma que han permitido disminuir sus inconvenientes.

### Intensidad de señal baja del fluoróforo
Este es uno de los problemas que presentan las balizas moleculares, para ello, han sido modificados los polímeros conjugados (CGs), que son polímeros constituidos por macromoléculas insaturadas que presentan átomos con hibridaciones sp y sp2. Tienen la función de expresar fotoluminiscencia de una forma más eficiente. En concreto, se han insertado de los CPs, los PPEs (poli fenileno etilenos), que son solubles en agua.

### Reducción de fluorescencia de fondo
La interacción entre en el fluoróforo y el “quencher” no es siempre completa, ya que pueden ocurrir fenómenos como la interacción con otras proteínas, la acción de nucleasas o la propia interrupción de la estructura del brazo. Así, debido a relaciones moleculares indeseadas, pueden aparecer falsos positivos que no nos den resultados fiables de las pruebas.
La solución que se ha encontrado para este apartado es añadir 2 “quencher” o interruptores más. Esto permite que mejore la eficiencia de absorción y que aumenten las probabilidades enlace dipolo-dipolo de las dos mitades. Así, se han permitido obtener valores de interacción entre estas dos partes de hasta el 99,7 %.

### Mejora de la estabilidad de las balizas moleculares
Se ha desarrollado ADN artificial que presenta unas características muy beneficiosas con respecto al ADN normal. Un ejemplo es el L-DNA  (DNA levógiro), que forma estructuras más estables con moléculas del mismo tipo, incluso a temperaturas de 95 °C; tiene la capacidad de identificar de forma más eficiente las bases individuales a las que no es complementaria y resiste mejor el ataque de nucleasas. Sin embargo, se utiliza combinado junto con ADN normal para simplificar los problemas de hibridación.

## Aplicación
Son utilizadas para la cuantificación y detección de ARN y ADN junto a otras técnicas de biología molecular (como PCR o NASBA), así como para el diagnóstico clínico y en diagnóstico genético para la discriminación e identificación de alelos. También son utilizadas en la identificación de SNP, PCR en tiempo real o ensayos de PCR múltiples.